# Deoksišećer
Deoksišećeri su organski kemijski spojevi. Spadaju u monosaharide. Svojstvena im je hidroksilna skupina koja je zamijenjena vodikovim atomom.
U deoksišećere spadaju deoksiriboza koja je bazirana na ribozi, fukoza, ramnoza, fukuloza, kolitoza, kladinoza i drugi.